# Laguna Verde (sjö i Bolivia, Beni, lat -15,47, long -64,25)
Laguna Verde är en sjö i Bolivia.   Den ligger i departementet Beni, i den centrala delen av landet, 400 km norr om huvudstaden Sucre. Laguna Verde ligger 172 meter över havet. Arean är 4,5 kvadratkilometer.
I omgivningarna runt Laguna Verde växer huvudsakligen savannskog. Trakten runt Laguna Verde är nära nog obefolkad, med mindre än två invånare per kvadratkilometer.